# Relations entre le Bangladesh et le Ghana
Les relations entre le Bangladesh et le Ghana désignent les relations bilatérales de la république populaire du Bangladesh et de la république du Ghana. Le Bangladesh et le Ghana entretiennent de chaleureuses relations diplomatiques et souhaitent tous deux les renforcer davantage.

## Visites officielles
En 2010, l'ancien ministre des affaires étrangères du Bangladesh, Mohamed Mijarul Quayes (en), a effectué une visite officielle à Accra, au Ghana. Le Bangladesh prévoit d'ouvrir un nouveau front dans la production et le commerce agricoles dans les pays d'Afrique de l'Ouest, qui disposent de vastes terres fertiles et en jachère et importent presque toutes les marchandises. Mijarul Quayes a dirigé une mission d'enquête de cinq membres dans quatre pays d'Afrique de l'Ouest — le Ghana, la Côte d'Ivoire, le Liberia et le Sénégal — du 24 août au 2 septembre 2010.

## Coopération économique
Les deux pays ont échangé des délégations commerciales et officielles et ont organisé des foires commerciales pour stimuler la coopération économique bilatérale. En 2012, une importante délégation d'hommes d'affaires bangladais dirigée par Shubhashish Bose, vice-président du Bureau de promotion des exportations du Bangladesh (en), s'est rendue au Ghana pour explorer les moyens de développer le commerce bilatéral entre le Bangladesh et le Ghana. Les investisseurs bangladais ont montré leur intérêt pour le Ghana en raison de sa situation stratégique en Afrique de l'Ouest et de sa croissance économique régulière. Les produits bangladais, en particulier les vêtements prêts à porter et les produits pharmaceutiques, ont été identifiés comme des produits ayant un potentiel énorme sur le marché ghanéen.

## Échange culturel
De nombreux footballeurs ghanéens jouent régulièrement pour différents grands clubs de football du championnat du Bangladesh. Le Bangladesh est maintenant devenu l'une des destinations préférées des footballeurs ghanéens désireux de jouer à l'étranger. Ohene Kennedy, qui compte sept sélections en équipe nationale ghanéenne, a terminé sa carrière au Sheikh Jamal Dhanmondi Club du Bangladesh.